# 張弧
張 弧（ちょう こ）は清末民初の政治家。北京政府の要人。字は岱杉、戴三。別号は超観。原名は毓源。祖籍は河南省開封府。

## 事績
1904年（光緒30年）、壬寅科挙人。以後、福建省で官暦を重ね、福建学務処総弁や警察学堂監督にまで至った。閩浙総督松寿からは任用されなかったため、張弧は東三省に異動し、吉林省や奉天省で塩務を命じられた。
中華民国成立後は、統一党に加入する。1912年（民国元年）5月、長蘆塩運使に就任した。袁世凱が臨時大総統に就任すると、張弧は両淮塩運使に異動した。翌年7月、北京政府の財政部塩務籌備処処長兼塩政改良会会長に就任する。9月、財政部次長兼塩務署署長に昇進する。1915年（民国4年）6月にいったん免職となったものの、その翌年4月から7月まで復任している。
その後、僑工事務局局長などを経て、1920年（民国9年）8月に、幣制局総裁に任命される。翌年12月、梁士詒内閣が発足すると、張弧は財政総長に任命され、塩務署署長、幣制局総裁も兼任した。続く顔恵慶臨時内閣でも財政総長の地位にあった。1922年（民国11年）3月、休暇伺いを立てて事実上辞任した。1923年（民国12年）8月、高凌霨代理内閣で王克敏の後任として署理財政総長に復帰した。しかし「金法郎案」での対応に苦しんだため、11月に辞職した。
北京政府崩壊後、張弧は大連に居住した。1935年（民国24年）12月、冀察政務委員会委員長の宋哲元から顧問として招聘されている。1937年（民国26年）12月12日、天津にて病没。享年63（満62歳）。

## 注
1. ↑  徐友春主編『民国人物大辞典 増訂版』1740頁による。Who's Who in China 3rd ed.,p.39は1876年とする。
2. ↑  フランスが、北京議定書での賠償額について、フラン換算での多額賠償を中国側に求めてきた事件。